# Chaqra
Chaqra est un village du Sud-Liban situé dans le caza de Bint-Jbeil
ses habitants s'appellent les Chaqraouis dont le nom signifie blond ou blonde en référence aux épis de blé mûrs, à 2 heures de voiture de Beyrouth.

## Géographie

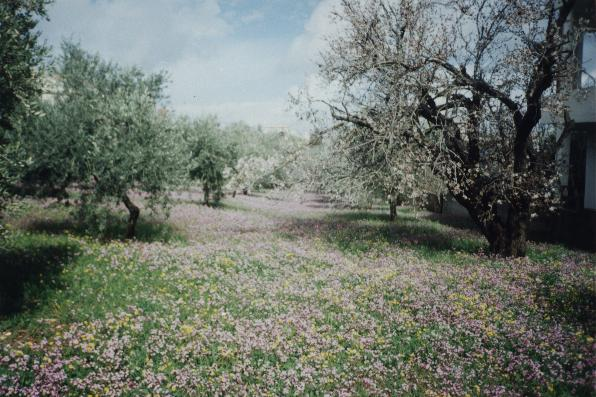
oliviers à Chaqra au printemps

La commune est délimitée au nord-est par Houla, à l'est par Meiss El Jabal, au sud-est par Mhaibib, au nord par Majdal Selem, à l'ouest par Safad-El-Batikh et Bar'achit.
Elle se situe à 6,8 km du Golan et de la frontière sud du Liban.

## Transports
Pour y arriver, il faut prendre la nationale 3 qui va de Beyrouth à Tyr, puis la route de Bint-Jbeil.

## Histoire
Son nom qui signifie blonde en arabe aurait selon la légende deux origines.
- les premiers habitants auraient vu des juments blondes lors de leur installation
- la terre était si fertile que le blé blond y poussait en abondance, donnant son nom au village.

## Démographie
Il y a 6 000 habitants l'hiver et plus du double l'été, du fait que 20 millions de Libanais vivant à l'étranger viennent visiter leurs villages d'origine.

## Économie
Le village vit de petit commerce, d'agriculture et d'une forte économie avicole.

## Administration
le village est administré par un maire assisté de conseillers municipaux.
Chaqra est divisée en deux parties:
- Chaqra en tant que telle qui est la partie haute et qui est habitée;
- Doubayh, qui est située dans la vallée, inhabitée et abritant le château fort.

## La vie en ville
Le secteur le plus prisé est la partie la plus élevée du village ou « dhour ».

## Monuments et lieux de visite

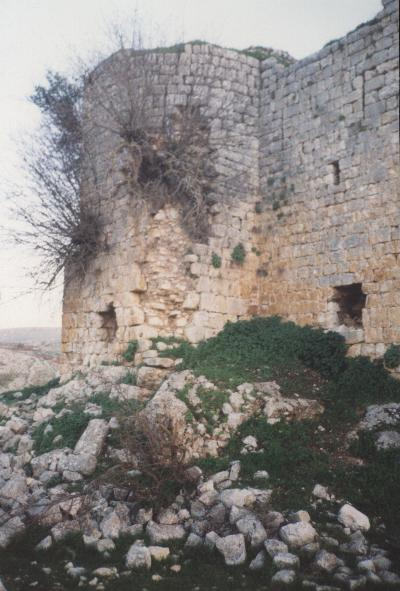
Château fort de Chaqra et Doubayh.

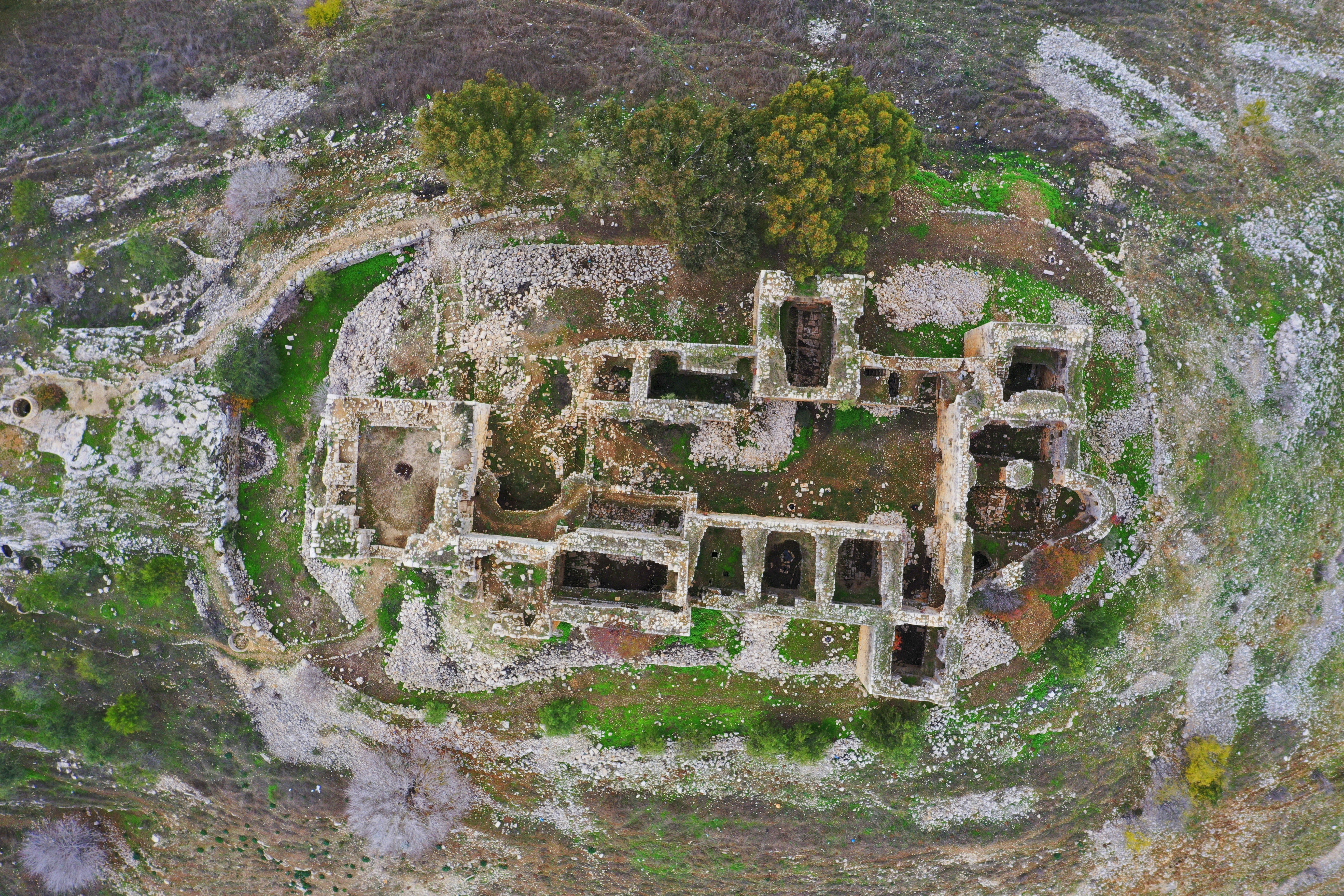
Le chateau fort de Doubayh à Chaqra. Janvier 2020.

le château fort croisé de Doubayh.

## Personnalités vivant ou ayant vécu à Chaqra
- Mohsen El Amin